# Vellezzo Bellini
Vellezzo Bellini – miejscowość i gmina we Włoszech, w regionie Lombardia, w prowincji Pawia.
Według danych na rok 2004 gminę zamieszkiwało 2251 osób, 321,6 os./km².